# تاريخ الروبوتات

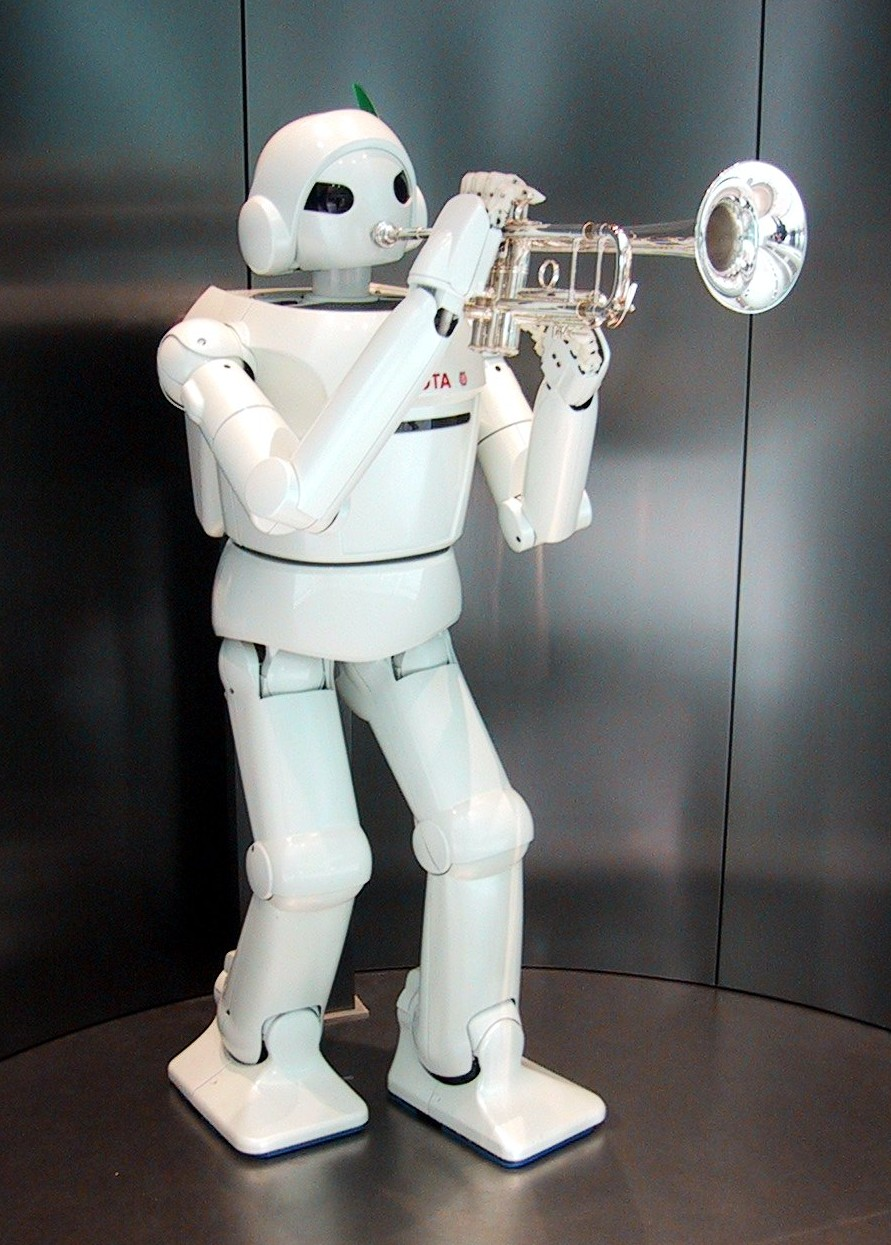
روبوت تويوتا يعزف على البوق.

يعود تاريخ الروبوتات إلى العالم القديم. طور البشر في أثناء الثورة الصناعية القدرة الهندسية الإنشائية للتحكم في الكهرباء بحيث يمكن تشغيل الآلات بمحركات صغيرة. وطور مفهوم الآلة المشابهة للإنسان، في أوائل القرن العشرين.
كانت الاستخدامات الأولى للروبوتات الحديثة في المصانع كروبوتات صناعية. كانت هذه الروبوتات الصناعية آلات ثابتة قادرة على القيام بمهام التصنيع التي سمحت بالإنتاج مع عمل بشري أقل. بنيت الروبوتات الصناعية المبرمجة رقميًا ذات الذكاء الاصطناعي منذ العقد الأول من القرن الحادي والعشرين.

## التاريخ الحديث

### التسعينيات

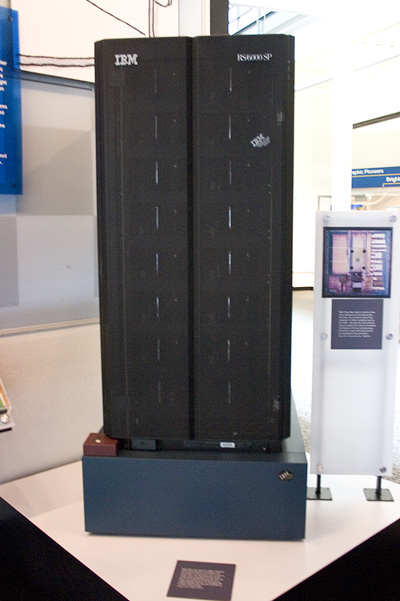
هزم حاسوب ديب بلو من شركة آي بي إم بطل الشطرنج العالمي غاري كاسباروف في عام 1997.

أجازت إدارة الغذاء والدواء في عام 1994 أحد أكثر أجهزة الجراحة بمساعدة الروبوت نجاحًا. اخترع جون ر. أدلر سايبرنايف ونصّب النظام الأول في جامعة ستانفورد في عام 1991. دمج نظام الجراحة الإشعاعية الجراحة الموجهة بالصور مع تحديد المواقع الروبوتي. نشر سايبرنايف الآن لعلاج المرضى الذين يعانون من أورام المخ أو العمود الفقري. تتعقب كاميرا الأشعة السينية الإزاحة وتصحح الحركة الناتجة عن التنفس.
بنى طالب الدكتوراه ديفيد باريت في معهد ماساتشوستس للتكنولوجيا روبوت المحاكاة الحيوية روبوتونا في عام 1996 لدراسة كيفية سباحة الأسماك في الماء. صمم روبوتونا للسباحة ولتقليد التونة ذات الزعانف الزرقاء.

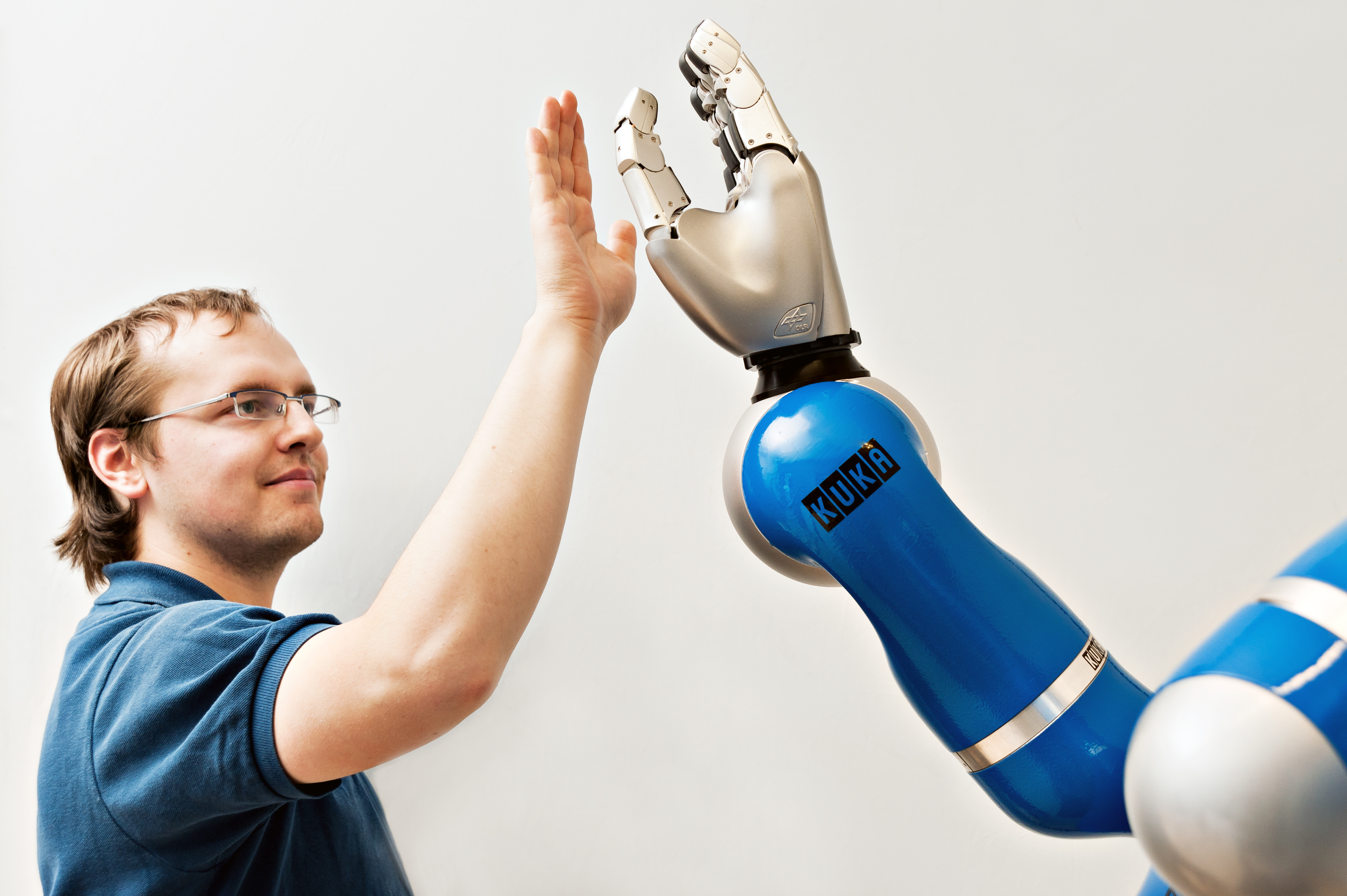
تسمح المستشعرات للروبوتات التعاونية (كوبوت) بالتفاعل مباشرةً مع البشر في مساحة عمل مشتركة.

عرض روبوت هوندا المشابه للإنسان بّي 2 لأول مرة في عام 1996. مثّل بّي 2 «النموذج الأولي 2» جزءًا أساسيًا من مشروع هوندا لتطوير الربوتات المشابهة للإنسان. يزيد ارتفاع بّي 2 عن 6 أقدام (1.8 متر)، وكان أصغر من سابقيه وبدا شبيهًا أكثر بالإنسان في حركاته.
كان من المتوقع أن تعمل العربة المتجولة سوجورنر لمدة سبعة أيام فقط، ولكن أوقف تشغيلها بعد 83 يومًا من التشغيل في عام 1997. أجرى هذا الروبوت الصغير (يزن 23 رطلًا أو 10.5 كجم فقط) عمليات شبه مستقلة على سطح المريخ كجزء من مهمة مارس باثفايندر؛ كان مزودًا ببرنامج تجنب العقبات، وكان سوجورنر قادرًا على تخطيط الطرق وملاحتها لدراسة سطح الكوكب. سمحت قدرة سوجورنر على الملاحة مع بيانات قليلة حول بيئته والمناطق المحيطة به بالتفاعل مع الأحداث والأشياء غير المخطط لها.
كشفت شركة هوندا عن الروبوت المشابه للإنسان بّي 3 في عام 1998 كجزء من مشروع الشركة للروبوتات المشابهة للإنسان المستمر. في عام 1999، قدمت شركة سوني روبوت آيبو، وهو كلب آلي قادر على التفاعل مع البشر. بيعت النماذج الأولى التي طرحت في اليابان في 20 دقيقة. كشفت شركة هوندا عن النتيجة الأكثر تقدمًا لمشروع الروبوتات المشابهة للإنسان في عام 2000، ودعي أسيمو. تمكن أسيمو من الجري، والمشي، والتواصل مع البشر، والتعرف على الوجوه والبيئة والأصوات والوضعية والتفاعل مع بيئته. كشفت شركة سوني أيضًا عن روبوتات حلم سوني، وهي روبوتات مشابهة للإنسان صغيرة طورت للترفيه. في أكتوبر 2000، قدرت الأمم المتحدة وجود 742.500 روبوت صناعي في العالم، يستخدم أكثر من نصفهم في اليابان.

### 2001 حتى الوقت الحاضر

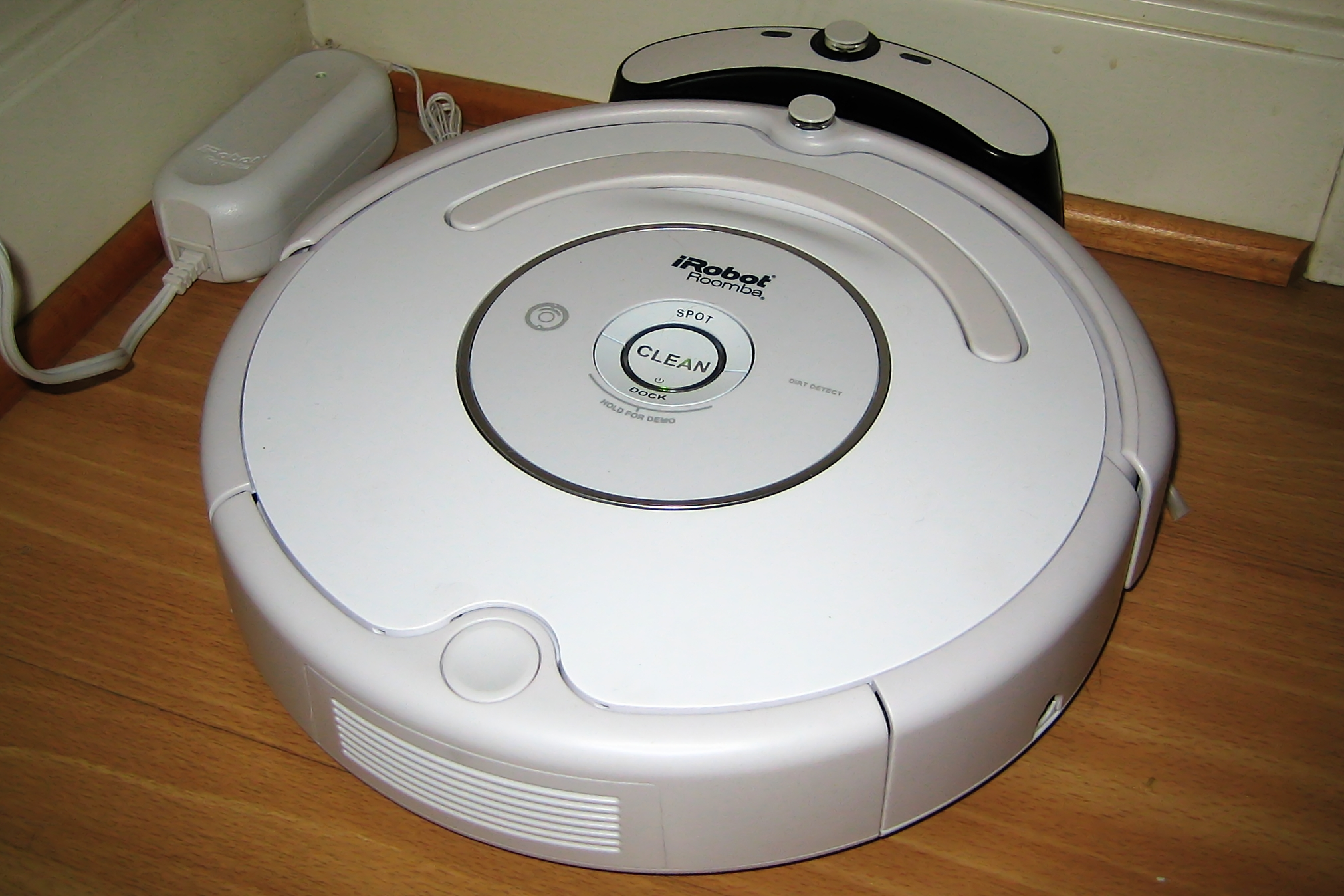
مكنسة رومبا الكهربائية راسية في المحطة الأساسية.

أطلق كندارم 2 في المدار في أبريل 2001، وربط بمحطة الفضاء الدولية. يعد كندارم 2 نسخة أكبر وأكثر قدرة من الذراع المستخدمة في مكوك الفضاء، وأشيد به لكونه «أذكى». أيضًا في أبريل، قامت الطائرة دون طيار غلوبال هوك بأول رحلة ذاتية القيادة دون توقف فوق المحيط الهادئ من قاعدة إدواردز الجوية في كاليفورنيا إلى قاعدة القوات الجوية الملكية الأسترالية إدنبرة في جنوب أستراليا. استغرقت الرحلة 22 ساعة.
أطلقت شركة آي روبوت مكنسة رومبا المشهورة لأول مرة في عام 2002، وهي مكنسة كهربائية روبوتية.
في عام 2005، كشفت جامعة كورنيل عن نظام آلي من وحدات الكتل القادرة على الارتباط والانفصال، وصف بأنه أول روبوت قادر على التكرار الذاتي، لأنه كان قادرًا على تجميع نسخ من نفسه إذا وضع بالقرب من الكتل الإضافية التي يتكون منها. أطلقت المركبتان المريخيتان سبيريت وأوبورتيونيتي في عام 2003، في 3 و 24 يناير، وهبطتا على سطح المريخ. قطع كلا الروبوتين المسافة المتوقعة أصلًا عدة مرات، وظلت أوبورتيونيتي تعمل حتى منتصف عام 2018 رغم فقدان الاتصالات لاحقًا بسبب عاصفة ترابية كبيرة.
ظهرت السيارات ذاتية القيادة بحلول عام 2005 تقريبًا، ولكنها احتاجت بعض التحسينات. لم ينجح أي من الأجهزة الخمسة عشر المتنافسة في تحدي داربا (وكالة مشاريع البحوث المتطورة الدفاعية) الكبير (2004) في إكمال الطريق؛ في الواقع، لم ينجح أي روبوت في اجتياز أكثر من 5% من مسار الـ150 ميل (240 كم) على الطرق الوعرة، تاركين جائزة المليون دولار دون مستحق. في عام 2005، كشفت هوندا عن نسخة جديدة من روبوتها آسيمو، المحدث بسلوكيات وقدرات جديدة. وفي عام 2006، كشفت جامعة كورنيل عن روبوتها «ستارفيش»، وهو روبوت رباعي الأرجل قادر على النمذجة الذاتية وتعلم المشي بعد تعرضه للتلف. في عام 2007، أطلقت شركة تومي الروبوت الترفيهي، آي-سوبوت، وهو ربوت مشابه للإنسان يملك قدمين ويمكن أن يمشي مثل الإنسان ويركل ويلكم ويؤدي بعض الحيل المسلية والإجراءات الخاصة في «وضع الحركة الخاص».
أطلق روبونوت 2، أحدث جيل من مساعدي رواد الفضاء، إلى محطة الفضاء على متن مكوك الفضاء ديسكفري في مهمة إس تي إس-133 في عام 2011. يعد أول روبوت مشابه للإنسان يرسل إلى الفضاء، ورغم أن وظيفته الأساسية حاليًا هي تعليم المهندسين كيفية تصرف روبوتات دكستروس في الفضاء؛ يؤمل أن تتمكن يومًا ما من المغادرة خارج المحطة، بفضل الترقيات والتطورات، لمساعدة رواد الفضاء في إجراء إصلاحات أو إضافات للمحطة أو أداء عمل علمي.

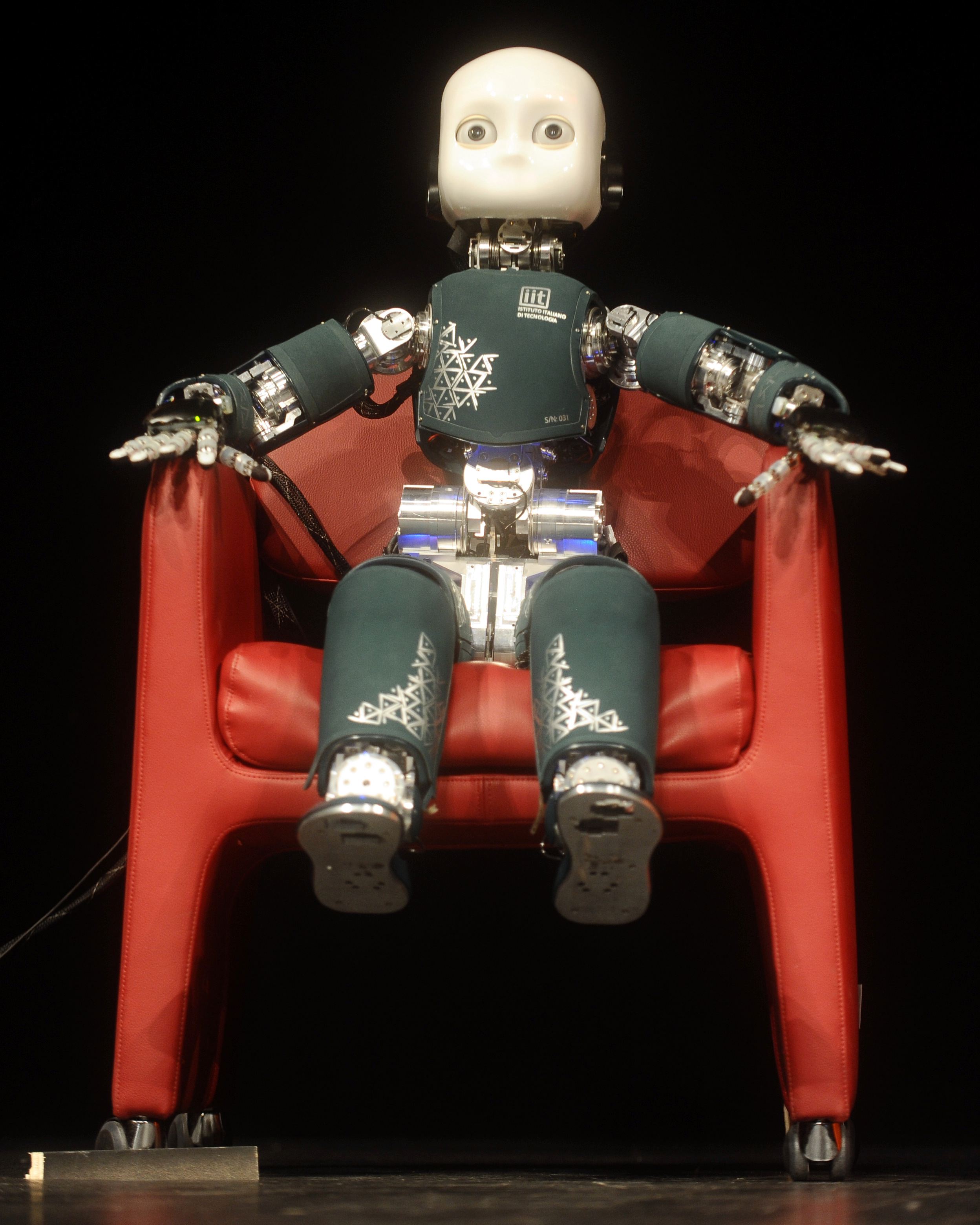
آي كوب، روبوت مشابه للإنسان بناه المعهد الإيطالي للتكنولوجيا.

في 25 أكتوبر 2017 في قمة مستقبل الاستثمار في الرياض، مُنح روبوت يُدعى صوفيا ويُشار إليه بضمائر مؤنثة الجنسية السعودية، ليصبح أول روبوت يحمل جنسية. أثار هذا جدلًا، لأنه ليس واضحًا ما إذا كان هذا يعني أن صوفيا يمكنها التصويت أو الزواج، أو ما إذا كان يمكن اعتبار إغلاق النظام المتعمد جريمة قتل؛ وكان ذلك مثيرًا للجدل أيضًا نظرًا إلى قلة الحقوق الممنوحة للمرأة السعودية البشرية.
تستخدم الروبوتات التجارية والصناعية الآن على نطاق واسع وتؤدي وظائف أرخص أو بدقة وموثوقية أكبر من البشر. يوظفون أيضًا في مهام متسخة جدًا أو خطيرة أو مبهمة وغير ملائمة أو مناسبة للإنسان. تُستخدم الروبوتات على نطاق واسع في التصنيع والتجميع والتعبئة والنقل واستكشاف الأرض والفضاء والجراحة والأسلحة والأبحاث المختبرية والإنتاج الشامل للسلع الاستهلاكية والصناعية.
في عام 2019، ابتكر المهندسون في جامعة بنسلفانيا ملايين الروبوتات النانوية في أسابيع قليلة باستخدام تقنية مستعارة من أشباه الموصلات. يمكن لهذه الروبوتات المجهرية، الصغيرة بما يكفي لحقنها تحت الجلد في جسم الإنسان والتحكم فيها لاسلكيًا، أن توصل الأدوية في يوم من الأيام وتجري العمليات الجراحية، محدثةً ثورة في الطب والصحة.
أصبحت التمثيلات الاصطناعية للبشر منتشرة على نطاق واسع، بفضل التطورات الحديثة في أجهزة الحاسوب وبرامج إدارة البيانات. تشمل الأمثلة أوبن إم آر إس وإي إم آر بوتس.